# デイヴ・パイク
デイヴ・パイク（Dave Pike、1938年3月23日 - 2015年10月3日）は、アメリカのジャズ・ヴィブラフォン奏者で、マリンバ奏者。ニック・ブリグノラ、ポール・ブレイ、ケニー・クラーク、ビル・エヴァンス、ハービー・マンなどによるアルバムに多数参加。また、MPSレコードからのアルバムを含むリーダー・アルバムも多数レコーディングした。

## 略歴
8歳でドラムを習い、ヴィブラフォンは独学で習得。1958年に、ポール・ブレイ・カルテットでレコーディング・デビューした。1960年代初頭、フルート奏者のハービー・マンと仕事をしていた頃から、ヴィブラフォンにアンプを取り付け始めた。1960年代後半になると、パイクの音楽はより探求的なものとなり、ユニークな声と、探求的な人として知られていた時代において限界を押し広げる新しい文脈を生み出していった。1970年にアトランティック・レコードの子会社であるヴォルテックス・レコードからリリースされ、元のボスであるハービー・マンがプロデュースした『ドアーズ・オブ・パーセプション』は、バラード、旋法、ミュージック・コンクレート、フリー・ジャズと叙情的な即興を探求しており、アルト・サクソフォーン奏者のリー・コニッツ、ベーシストのチャック・イスラエル、ピアニストのドン・フリードマンなどのミュージシャンが参加した。
パイクはヨーロッパに移り、MPSレコードと契約した。彼はフォルカー・クリーゲル（ギター）、J・A・レッテンバッハー（アコースティックおよびエレクトリック・ベース）、ペーター・バウマイスター（ドラム）とのコラボレーションによるデイヴ・パイク・セットを結成。このグループは、1969年から1972年にかけて、ファンキーなグルーヴから自由でテクスチャーのある領域まで、幅広い6枚のレコードを録音した。このグループは短命だったが、独自のアイデンティティとテクスチャーのパレットを生み出していった。クリーゲルの作曲と楽器演奏（アコースティック、クラシック、エレクトリック・ギター、シタールの演奏）は、ジャズ、ソウル・ジャズ、サイケデリック、アバンギャルド・ミュージック、ワールドミュージックからの影響を有機的に取り入れ、デイヴ・パイク・セットのサウンドを際立たせるのに役立った。
彼はカリフォルニア州デル・マーにて肺気腫のため77歳で亡くなった。

## ディスコグラフィ

### リーダー・アルバム
- 『イッツ・タイム・フォー・デイヴ・パイク』 - It's Time for Dave Pike (1961年、Riverside)
- 『パイクス・ピーク』 - Pike's Peak (1962年、Epic) ※with ビル・エヴァンス
- 『ボサ・ノヴァ・カーニヴァル』 - Bossa Nova Carnival (1962年、New Jazz)
- 『リンボ・カーニヴァル』 - Limbo Carnival (1962年、New Jazz)
- Dave Pike Plays the Jazz Version of Oliver! (1963年、Moodsville)
- 『マンハッタン・ラテン』 - Manhattan Latin (1964年、Decca)
- 『ジャズ・フォー・ザ・ジェット・セット』 - Jazz for the Jet Set (1966年、Atlantic)
- Got the Feelin (1969年、Relax)
- 『フォア・リーズンズ』 - Four Reasons (1969年、MPS)
- 『ノイジー・サイレンス～ジェントル・ノイズ』 - Noisy Silence/Gentle Noise (1969年、MPS)
- 『ライヴ・アット・ザ・フィルハーモニー』 - Live at the Philharmonie (1970年、MPS)
- 『インフラ・レッド』 - Infra-Red (1970年、MPS)
- 『ドアーズ・オブ・パーセプション』 - The Doors of Perception (1970年、Vortex) ※1966年ライブ録音。旧邦題『知覚の扉』
- 『アルバム』 - Album (1971年、MPS/BASF)
- Salomao (1972年、MPS/BASF)
- Times Out of Mind (1976年、Muse)
- On a Gentle Note (1978年、Muse)
- Let the Minstrels Play On (1980年、Muse)
- Moon Bird (1983年、Muse)
- Pike's Groove (1986年、Criss Cross)
- 『ブルー・バード』 - Bluebird (1989年、Timeless) ※with チャールズ・マクファーソン
- Bophead (1998年、Ubiquity)
- Peligroso (2000年、CuBop)
- At Studio 2 (2016年、B.Free)

### 参加アルバム
ハービー・マン
- 『ブラジル、ボサノバ＆ブルース』 - Brazil, Bossa Nova & Blues (1962年、United Artists) ※『Brazil Blues』の題もある
- 『リターンズ・トゥ・ザ・ヴィレッジ・ゲイト』 - Herbie Mann Returns to the Village Gate (1963年、Atlantic)
- 『ライヴ・アット・ニューポート』 - Herbie Mann Live at Newport (1963年、Atlantic)
- 『マイ・カインダ・グルーヴ』 - My Kinda Groove (1965年、Atlantic)
- 『ラテン・マン』 - Latin Mann (1965年、Columbia)
- 『スタンディング・オヴェイション・アット・ニューポート』 - Standing Ovation at Newport (1965年、Atlantic)
- 『ドーランの叫び、観客の匂い』 - Herbie Mann Plays The Roar of the Greasepaint – The Smell of the Crowd (1965年、Atlantic)
- 『マンデイ・ナイト・アット・ザ・ヴィレッジ・ゲイト』 - Monday Night at the Village Gate (1966年、Atlantic)
- 『トゥデイ』 - Today! (1966年、Atlantic)
- The Evolution of Mann (1972年、Atlantic) ※コンピレーション

その他
- ポール・ブレイ : 『ソレム・メディテイション』 - Solemn Meditation (1957年、GNP)
- ニック・ブリグノラ : All Business (1999年、Reservoir)
- ケニー・クラーク＝フランシー・ボラン・ビッグ・バンド : 『オール・スマイルズ』 - All Smiles (1968年、MPS)
- スライド・ハンプトン : 『メロウ・ディ』 - Mellow-dy (1992年、LRC)
- ジャズ・クーリアーズ : Gene Norman Presents the Jazz Couriers (1957年、Whippet)
- ババトゥンデ・オラントゥジ : High Life! (1963年、Columbia)
- クラーク・テリー : At the Montreux Jazz Festival (1970年、Polydor)